# Piaski Sztumskie
Piaski Sztumskie – osada w Polsce położona w województwie pomorskim, w powiecie sztumskim, w gminie Dzierzgoń.
W latach 1975–1998 miejscowość administracyjnie należała do województwa elbląskiego.
Wzmianki o wsi sięgają XVII w. W 1672 r. w miejscu dzisiejszej osady było puste pole, które później wydane zostało rodzinie Hepke. W 1789 r. wzmiankowana wieś na prawie chełmińskim o 2 dymach. W 1895 r. wzmiankowany majątek w powiecie sztumskim, stacja pocztowa Budzisz, parafia katolicka Bągart, 105 ha (100 roli ornej, 3 łąki), 1885 r. 2 domy, 7 dymów, 38 mieszkańców, 34 katolików, 4 ewangelików, dziedzic Jan Bliefernich. Miała to być miejscowość o charakterze folwarcznym. Przed II wojną światową leżała w granicach Prus Wschodnich i nosiła nazwę „Sandhuben”. Po zakończeniu działań wojennych wieś trafiła do Polskiej Rzeczypospolitej Ludowej, a nazwę wsi przetłumaczono na „Piaski Sztumskie”, mimo iż znana była spolszczona nazwa „Zantuga”.
Nazwa Piaski Sztumskie została wprowadzona Zarządzeniem nr 74 Prezesa Rady Ministrów z dnia 10 grudnia 1966 r. w sprawie zmiany i ustalenia nazw niektórych miejscowości i zastąpiła poprzednią nazwę kolonii Piaski.
Zabudowa wsi jest niewielka. Oprócz czworaka i dawnego dworku szlacheckiego, nie ma żadnych budynków mieszkalnych. Stare stodoły i chlewy z roku na rok popadają w ruinę. Przez wieś przebiega droga asfaltowa. Dodatkowo we wsi znajduje się dawny cmentarz niemiecki, który jest zgrabiony i zniszczony, mały park i staw retencyjny. Wśród zabytków, które są objęte ochroną prawną, znajduje się ogród parkowy, a raczej jego pozostałości.
Niegdyś zabudowa wsi była bardziej urozmaicona, lecz wraz z upływem lat, wiele budynków uległo zniszczeniu i zostało zburzonych.
Obecnie we wsi znajdują się dwa zakłady pracy.

## Zabytki
Według rejestru zabytków NID na listę zabytków wpisany jest park z 2 poł. XIX w., nr rej.: A-910 z 24.03.1978.